# Высоких, Никита Александрович
Никита Александрович Высоких (19 августа 1954 — 1 июня 2006) — советский футболист, защитник. Мастер спорта СССР международного класса (1976).

## Биография
Выпускник футбольной школы ЦСКА, тренер — Николай Козлов.
Всю карьеру на высшем уровне провёл в ЦСКА, в 1974—1980 годах сыграл 95 матчей в чемпионате СССР.
В 1981—1985 играл за команду Южной группы войск в Венгрии.

## Достижения
- Чемпион Европы среди молодёжных команд (1976).
- В списках 33 лучших футболистов чемпионата СССР (1): № 3 (1974).